# 二宮神社 (福岡市)
二宮神社（にのみやじんじゃ）は、福岡県福岡市西区今宿1丁目に鎮座する神社。旧社格は村社。
祭神は天穂日命、埴安命、大田命、事代主命。

## 概要
天穂日命、埴安命、大田命、事代主命が祀られる。事代主命については、昭和44年（1969年）に境内の恵比寿神社が本殿に合祀されたことによる。
元々は、五郎江南崎という現在の今宿小学校付近に鎮座していたが、正徳年中に現在の地に移された。
1月3日には子ども玉せせり、7月最終土曜日には夏越祭が行われる。過去には10月22日に流鏑馬が行われていた。

## 亀井少琹との関連
当宮は亀井少琹ゆかりの地でもある。亀井少琹は結婚後、二宮神社横に住み、姪浜にあった塾をこの地に移した。
今宿の地でも塾は栄え、多くの門弟を抱えた。

## ギャラリー

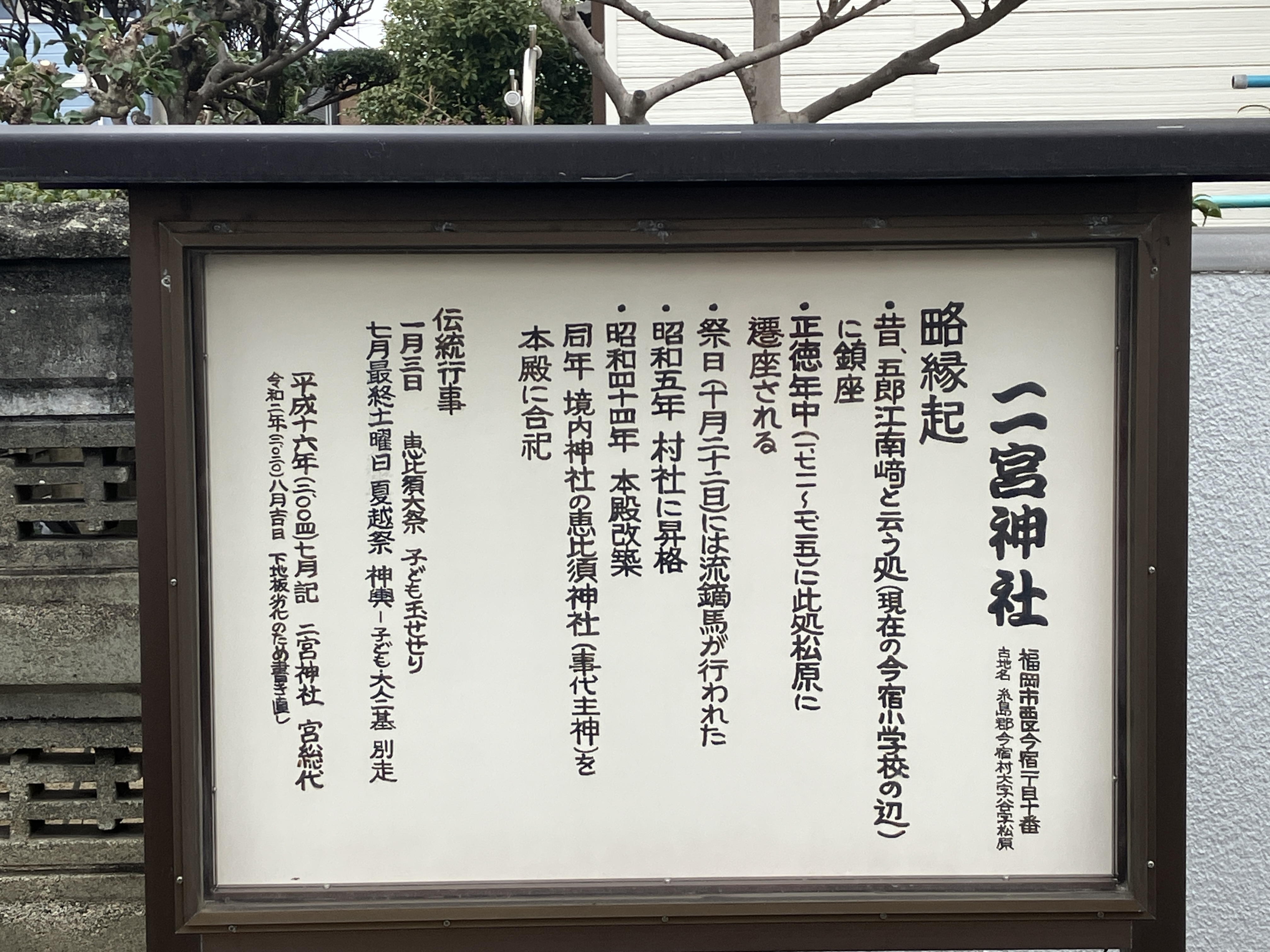
略縁起